# Gustav Dörr
Gustav Dörr (ur. 5 października 1887 w Blindgallen, zm. 11 grudnia 1928 w okolicach Letzlingen) – as lotnictwa niemieckiego Luftstreitkräfte z 35 zwycięstwami w I wojnie światowej.

## Życiorys
Urodził się jako syn przedsiębiorcy budowlanego w Blindgallen w Prusach Wschodnich. W 1908 zgłosił się do służby w armii. Został przydzielony do 179 Pułku Piechoty. W momencie wybuchu I wojny światowej służył na froncie wschodnim. 20 sierpnia został ranny i do grudnia 1914 przebywał w szpitalach. Po powrocie do służby walczył na ziemiach polskich w okolicach Rawki. 17 lutego 1915 został ponownie ciężko ranny w biodro. Po okresie leczenia został przeniesiony z frontu do służby sztabowej w rezerwach swojego pułku.
Wczesną wiosną 1915 zgłosił się do służby w lotnictwie. W lipcu został skierowany do Fliegerersatz Abteilung Nr. 2 w Döberitz, a następnie do Fliegerersatz Abteilung Nr. 3 w Gocie. 18 marca 1916 został skierowany do jednostki liniowej Fliegerabteilung 68 jako pilot samolotu obserwacyjnego. W jednostce latał razem z późniejszym asem Ernestem Udetem. Wkrótce został przeniesiony do Feldflieger-Abteilung 6 (w maju 1916 przemianowanego na Fliegerabteilung 257) i brał udział w bitwie nad Sommą.
W czerwcu 1917 jego samolot uległ awarii. Dörr i jego obserwator Bohn spadli z wysokości około 1400 m. Dörr przeżył kraksę, odnosząc poważne obrażenia. Po powrocie z leczenia został przydzielony do testowania nowych samolotów w Fliegerersatz Abteilung Nr. 1.
W lutym 1918 jako bardzo doświadczony pilot został skierowany do Jasta 45. Pierwsze swoje zwycięstwo odniósł 17 marca 1918 roku. Drugie zwycięstwo 11 kwietnia, trzecie 28 maja. Na początku lipca miał już potwierdzonych 6 zwycięstw. W kolejnych miesiącach 4 miesiącach uzyskał ponad 30 zwycięstw, w tym 29 pewnych.
Latał głównie na samolocie Fokker D.VII, na którym odniósł 30 zwycięstw.
Po zakończeniu wojny został jednym z pierwszych na świecie zawodowych pilotów cywilnych i przez prawie 10 lat służby w Lufthansie przeleciał ponad 580 tysięcy kilometrów. 11 grudnia 1928 pilotowany przez niego Junkers G 31 w czasie nocnego lotu z Kolonii do Berlina uległ awarii. W czasie lądowania awaryjnego samolot uderzył w drzewa. Spowodowało to rozbicie zbiorników z paliwem oraz jego zapłon. Dörr oraz jego załoga spłonęli żywcem.

## Odznaczenia
- Krzyż Żelazny I Klasy
- Krzyż Żelazny II Klasy
- pruski Złoty Krzyż Zasług Wojskowych – 29 sierpnia 1918